# کولداستریم (کنتاکی)
کولداستریم (به انگلیسی: Coldstream) شهری در ایالت کنتاکی کشور ایالات متحده آمریکا است که جمعیت آن در سرشماری سال ۲۰۱۰ میلادی، ۱٬۱۰۰ نفر بوده‌است.